# Begraafplaats van Evere

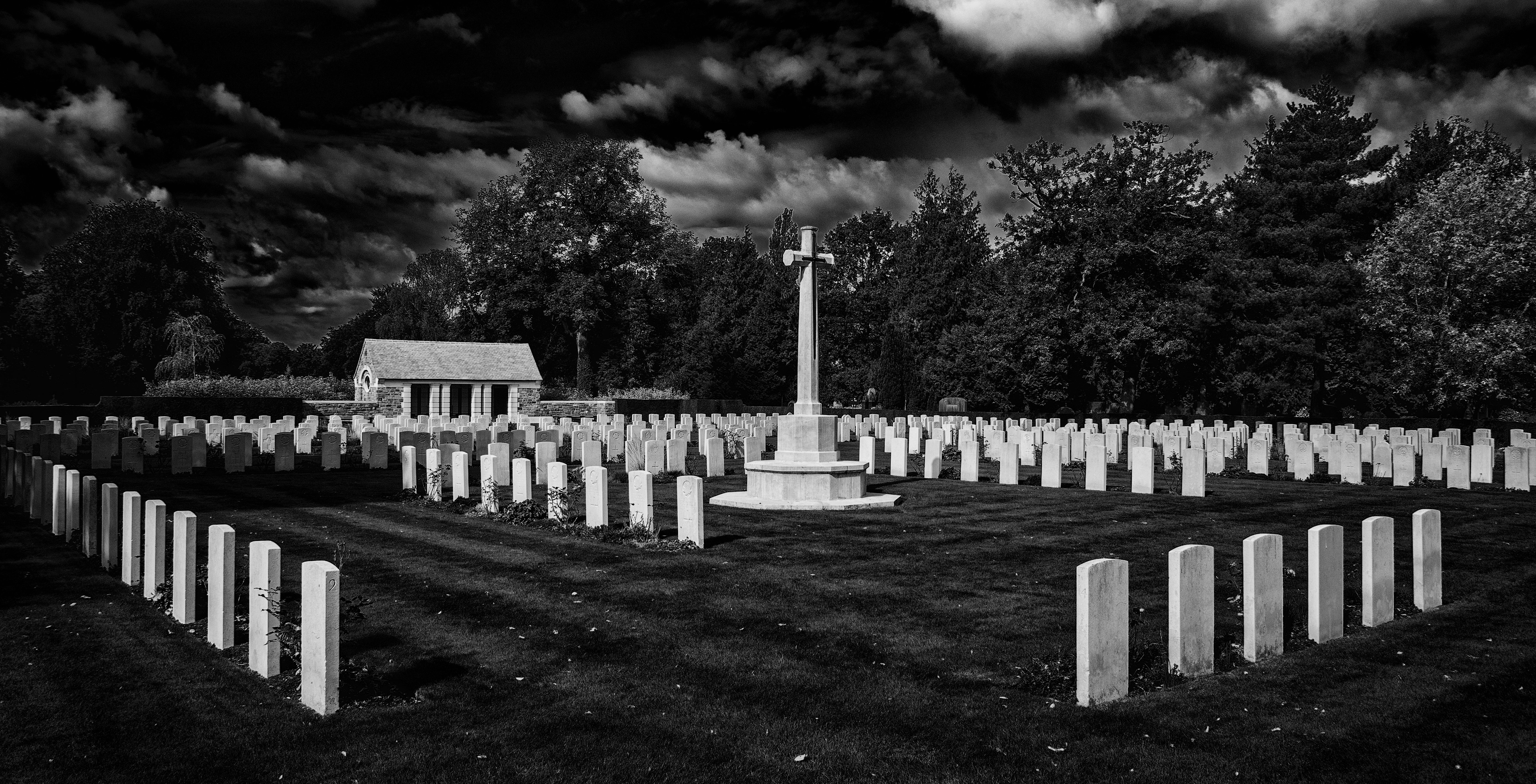
Begraafplaats Evere in 2021

De begraafplaats van Evere is een begraafplaats in de Belgische gemeente Evere in het Brussels Hoofdstedelijk Gewest. De begraafplaats ligt in het oosten van de gemeente, tegen de grens met het Vlaamse Sint-Stevens-Woluwe. De begraafplaats sluit in het oosten aan op de gemeentelijke begraafplaats van Schaarbeek, die voor een groot stuk op het grondgebied van Sint-Stevens-Woluwe ligt, en beide worden dan ook vaak als een geheel beschouwd. Ten westen van de begraafplaats van Evere ligt de stedelijke begraafplaats van Brussel, weliswaar op het grondgebied van Evere.
Deze nieuwe begraafplaats van Evere werd in de tweede helft van de 19e eeuw in gebruik genomen, ter vervanging van de oude begraafplaats van Evere meer noordwaarts, dichter bij de parochiale Sint-Vincentiuskerk.